# Catedral del Santo Rosario (Kaohsiung)
La Catedral del Santo Rosario (en chino tradicional 前金天主堂, en pinyin qiánjīn tiānzhǔ táng, en pe̍h-ōe-jī cheng-kim thian-chu tong, llamada también en chino tradicional 玫瑰聖母主教座堂) es la iglesia católica más antigua de la Isla de Taiwán, localizada al sureste de esta, en la ciudad de Kaohsiung (高雄市), que actualmente es una catedral, además de basílica menor, título que recibió el 22 de mayo de 1995. Como catedral, es la sede del obispo de la Diócesis de Kaohsiung.
La iglesia fue construida en 1860, para ser reconstruida posteriormente con sus dimensiones actuales en 1928, con un estilo arquitectónico mezcla entre el gótico y el románico. La catedral se encuentra localizada al lado este del Río Amor (愛河), y en ella se realizan misas diariamente, una de ellas, la del domingo a las 10:30, se celebra en inglés. 

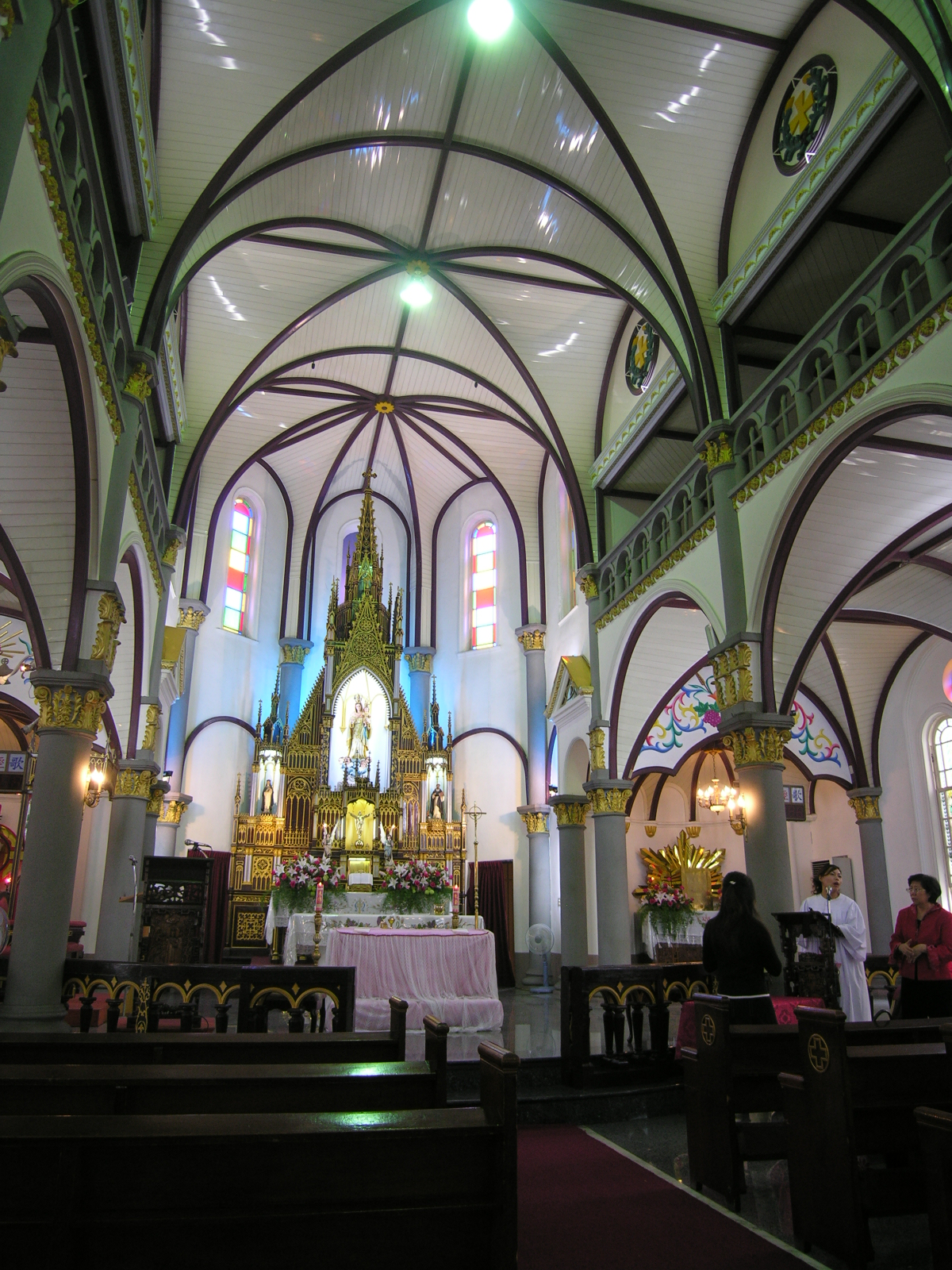
Aspecto interno de la catedral basílica.